# ژنتیک و خاستگاه گونه‌ها
ژنتیک و خاستگاه گونه‌ها (انگلیسی: Genetics and the Origin of Species) کتابی از زیست‌شناس تکاملی اوکراینی-آمریکایی تئودوسیوس دوبژانسکی است که در سال ۱۹۳۷ به چاپ رسید. این کتاب یکی از مهم‌ترین و اولین کارهای سنتز مدرن در نظر گرفته می‌شود. این کتاب کار ژنتیک جمعیت را به دیگر زیست‌شناس‌ها شناساند و رواج داد و روی درک آنها از اساس ژنتیکی تکامل تأثیر گذاشت. دوبژانسکی در کتابش کار نظری سووال رایت (۱۸۸۹–۱۹۸۸) را در بررسی جمعیت‌های طبیعی به کار گرفت و به او اجازه داد که به مسائل تکاملی به شیوه‌ای نوین در زمان خود بپردازد. دوبژانسکی نظریه‌های جهش، انتخاب طبیعی و گونه‌زایی را در تمام کتابش پیاده می‌کند تا عادت‌های جمعیت‌ها و اثرات ناشی از آن روی رفتار ژنتیکیشان را توضیح دهد.